# Galumna pallida
Galumna pallida är en kvalsterart som beskrevs av Hammer 1958. Galumna pallida ingår i släktet Galumna och familjen Galumnidae. Inga underarter finns listade i Catalogue of Life.